# Lijst van Oostenrijks-Hongaarse ministers van Buitenlandse Zaken

Vlag van Oostenrijk-Hongarije

Tijdens de Dubbelmonarchie Oostenrijk-Hongarije (1867-1918) hadden zowel Cisleithanië (Oostenrijk) als Transleithanië (Hongarije) eigen kabinetten, maar er waren ook een aantal gezamenlijke ministers, de kaiserlich und königlichen (k.u.k.) ministers. Het Oostenrijks-Hongaars ministerie van Buitenlandse Zaken was zo'n gezamenlijk ministerie.

## Lijst van k.u.k. ministers van Buitenlandse Zaken
| Persoon | Persoon                          | periode                                   | politieke richting/partij |
| ------- | -------------------------------- | ----------------------------------------- | ------------------------- |
|         | Graaf Ferdinand von Beust        | 30 december 1867 - 8 november 1871        | conservatief-liberaal     |
|         | Graaf Gyula Andrássy sr.         | 14 november 1871 - 4 oktober 1879         | liberaal                  |
|         | Baron Heinrich Karl von Haymerle | 8 oktober 1879 - 10 oktober 1881          |                           |
|         | József Szlávy                    | 12 oktober 1881 - 20 november 1881 (a.i.) | liberaal                  |
|         | Graaf Gustav Kálnoky             | 20 november 1881 - 2 mei 1895             | conservatief-liberaal     |
|         | Graaf Agenor Maria Gołuchowski   | 16 mei 1895 - 24 oktober 1906             | conservatief              |
|         | Graaf Alois Lexa von Aehrenthal  | 24 oktober 1906 - 17 februari 1912        | conservatief              |
|         | Graaf Leopold Berchtold          | 17 februari 1912 - 13 januari 1915        | conservatief              |
|         | Graaf István Burián              | 13 januari 1915 - 22 december 1916        | liberaal                  |
|         | Graaf Ottokar Czernin            | 22 december 1916 - 16 april 1918          | (liberaal-)conservatief   |
|         | Graaf István Burián              | 22 december 1916 - 16 april 1918          | liberaal                  |
|         | Graaf Gyula Andrássy jr.         | 24 oktober 1918 - 2 november 1918         | liberaal                  |
|         | Baron Ludwig von Flotow          | 2 november 1918 - 11 november 1918        |                           |

## Verwijzingen
1. ↑  Tot 1909 Freiherr
2. 1 2  Tot 1918 Báró